# Salvatorkapelle (Regensburg)

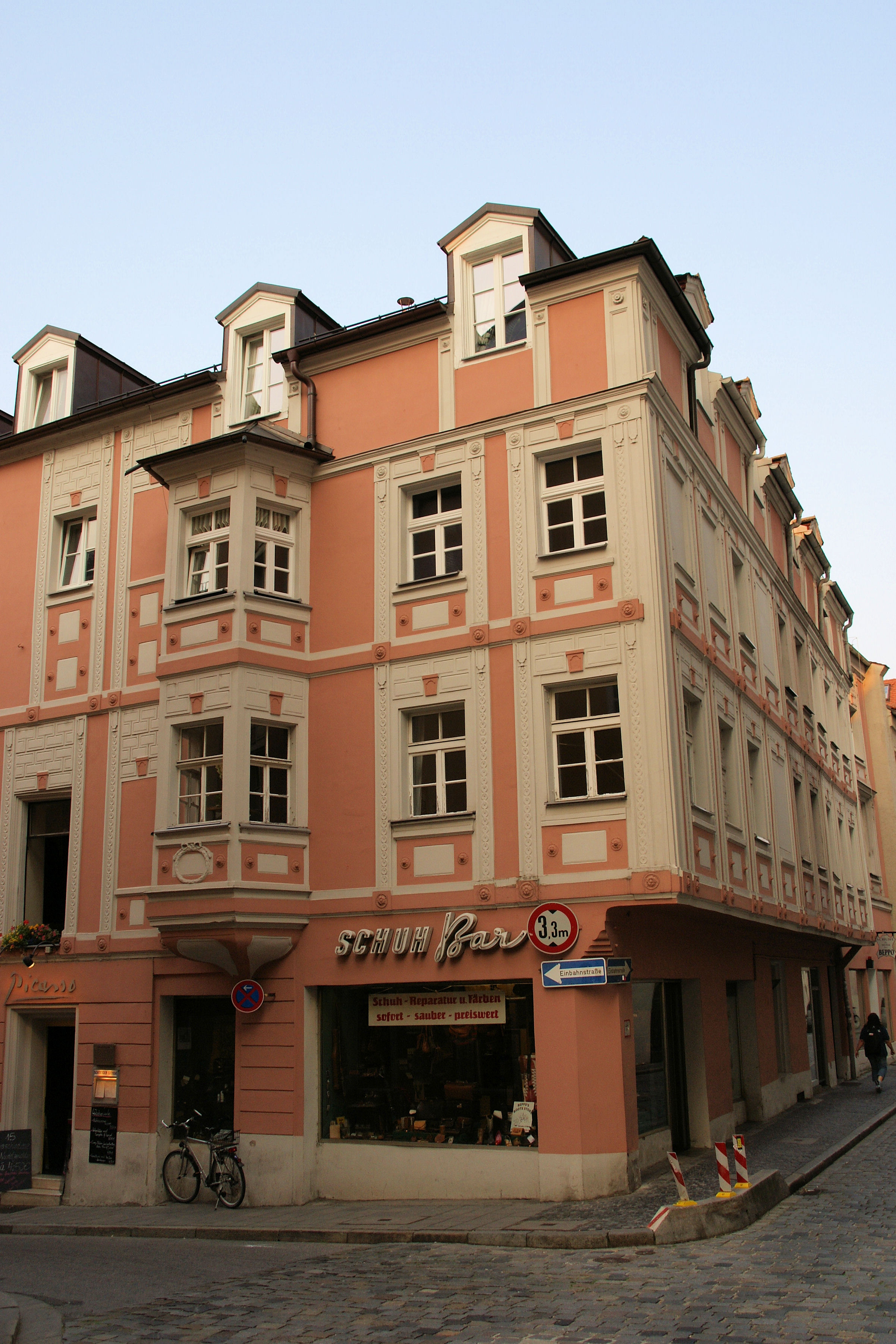
Eckhaus Unter den Schwibbögen Nr. 1, Hausfront Weiße Hahnen-Gasse, mit Zugang zur Salvatorkapelle unter dem Hauserker

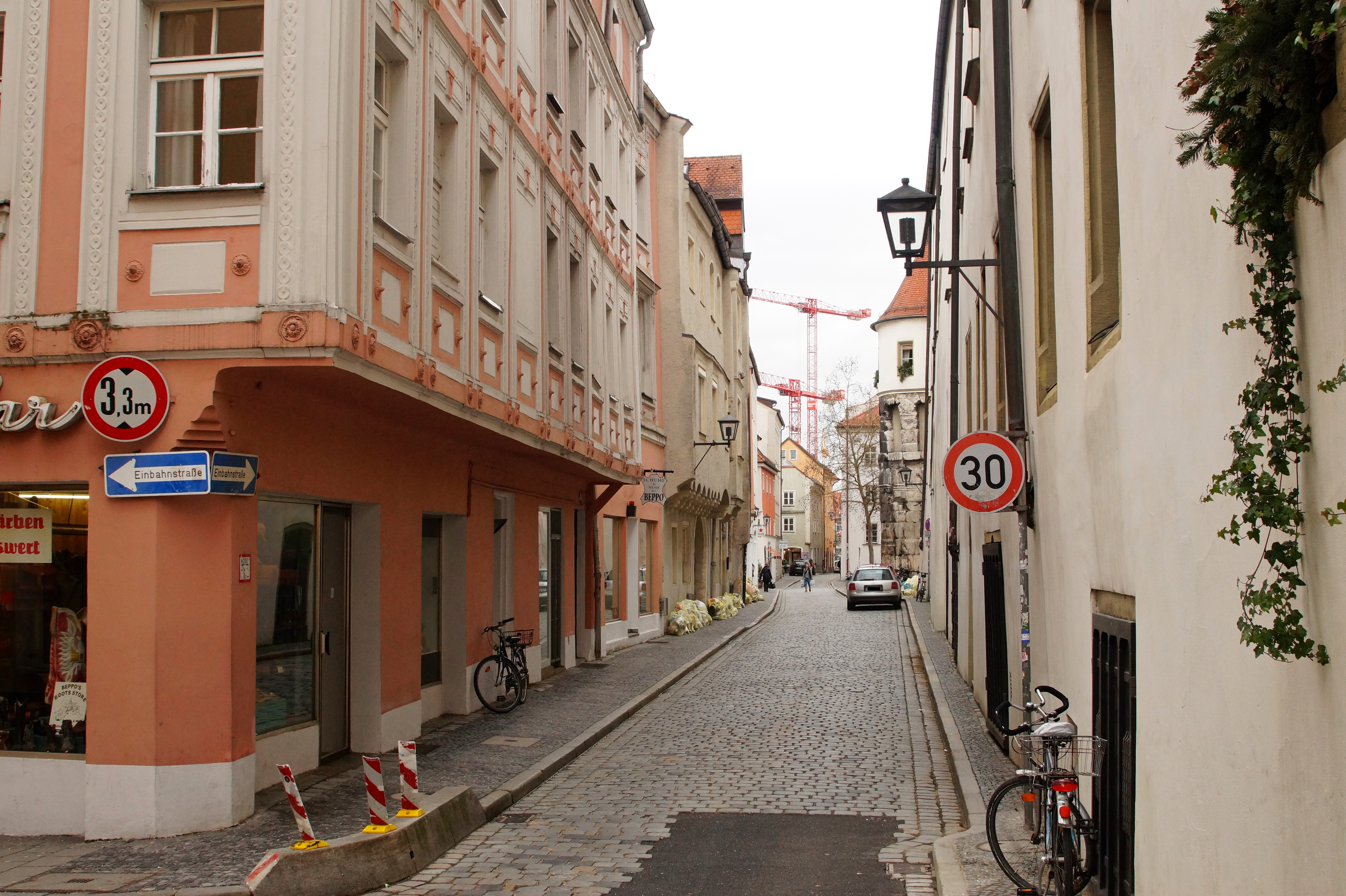
Hausfront Unter den Schwibbögen Nr. 1, Eckhaus zur Weißen Hahnen-Gasse (links), Eingang zur Salvatorkapelle nicht sichtbar

Die Salvatorkapelle in Regensburg ist eine 1476 nach einem Hostienfrevel entstandene ehemalige katholische Hauskapelle, die nach der Reformation weltlich als Gasthaus genutzt wurde und heute als Cocktailbar genutzt wird.

## Lage
Die ehemalige Salvatorkapelle findet sich im rückwärtigen Teil des Anwesens Unter den Schwibbögen Nr. 1 in Ecklage zur Weißen-Hahnen-Gasse, die zu der 100 m nördlich entfernten Donau führt. Mit der Salvatorkapelle beherbergt das Barockhaus mit gotischem Kern über einem romanischen Keller einen der eindrucksvollsten Innenräume in Regensburg. Der heutige Zugang von der Straße zur ehemaligen Kapelle, die seit 1542 als Weinschänke und heute als Cocktailbar genutzt wird, ist von einem polygonalen Hauserker überwölbt.

## Entstehung
Die Kapelle entstand 1476 nach einem Hostienfrevel. Ein jugendlicher Dieb hatte ein Silbergefäß mit geweihten Hostien gestohlen und die Hostien in ein Kellerloch des Anwesens entsorgt. Der Dieb wurde gefasst, und die Hostien wurden von Bischof Heinrich IV. von Absberg geborgen. Wegen seiner Jugend wurde der Dieb nicht wie sonst üblich hingerichtet, sondern ausgepeitscht. Noch im selben Jahr wurde am Ort des Frevels, vom Hausbesitzer unterstützt mit Spenden der Bürgerschaft, eine Kapelle erbaut und – wie in solchen Fällen üblich – dem Erlöser (Salvator) geweiht. Das Patronatsrecht der Kapelle hatte die Stadt Regensburg.
Nach Einführung der Reformation verkaufte die Stadt Regensburg 1542 die Kapelle an den Bürger Sebastian Schlitt, der den Kapellenraum zu einer Gaststätte mit dem Namen Zum Weißen Hahn umbaute. Diese Gaststätte wurde für den Fassadenmaler Melchior Bocksberger zu einem beliebten Aufenthaltsort.
Die Gaststätte hielt sich dort bis ins 20. Jahrhundert. Teile des Altars der ehemaligen Kapelle in Form von zwei spätgotischen Tafelbildern, die das Wegwerfen und die Erhebung der Hostien zeigen, findet man heute im Germanischen Nationalmuseum in Nürnberg.

## Beschreibung
Der Kapellenraum, der zwei durch eine Treppe verbundene Geschosse umfasst, wird beherrscht von einem mächtigen runden Mittelpfeiler mit profiliertem Kämpfer, der – unterstützt von drei wandgebundenen Halbsäulen – ein vierteiliges Sternengewölbe trägt.
Auf den Säulen ruhen zwei profilierte Gurtbögen, die den Raum aufteilen. An den vielen Schnitt- und Endpunkten der Gewölberippen finden sich kleine Wappenschilde, die dem Raum einen sehr homogenen Ausdruck verleihen, was durch vier gleichgestaltige Schlusssteine verstärkt wird. Die Wappenschilde, auf denen sich Stifter verewigen sollten, sind leer.